# Église Saint-Symphorien de Bouchemaine
L'église Saint-Symphorien est une église située à Bouchemaine, en France.

## Localisation
L'église est située dans le département français de Maine-et-Loire, sur la commune de Bouchemaine.

## Historique
L'édifice est inscrit au titre des monuments historiques en 1972.